# Kiwi Football Club
Il Kiwi Football Club (Vailima Kiwi FC) è una squadra di calcio delle Samoa, con sede ad Apia, capitale del Paese. Ha vinto sette titoli nazionali, l'ultimo dei quali nel 2018.

## Palmarès

### Competizioni nazionali
- Campionato samoano di calcio: 7

1984, 1985, 1997, 2011, 2012, 2013-2014, 2018